# 三湾改编 (电影)
《三湾改编》（英語：Sanwan Reorganization）是2021年中国大陆历史片，导演杨虎，主演侯京健，该片是庆祝中国共产党成立100周年献礼片。

## 剧情
该片讲述1927年中国共产党在江西省永新县三湾村确立“党指挥枪”的历史事件。

## 演员
- 侯京健 出演 毛泽东
- 姜淼 出演 杨开慧
- 郭家豪 出演 卢德铭
- 叶鹏 出演 张宗逊
- 高郡伟 出演 罗荣桓

## 制作
2021年3月5日，《三湾改编》在江西省吉安市永新县三湾乡甑潭村开始拍摄。

## 上映
2021年7月19日，《三湾改编》在中国大陆上映。